# Classe Sigma
Sigma è il nome di una famiglia di navi da guerra progettata e costruita con il concetto della modularità da Damen Schelde Naval Shipbuilding, un cantiere navale olandese con sede a Flessinga.

## Il concetto della Modularità
Il concetto della modularità consiste nella possibilità di modellare una piattaforma a seconda delle esigenze del cliente (fino ad un certo punto) tuttavia, il concetto è molto vasto ed include ben tre metodi differenti:
- configuration modularity (modularità di configurazione)
- mission modularity (modularità di missione)
- construction modularity (modularità di costruzione)

Il principio della modularità oramai si sta affermando con sempre maggior enfasi nel campo della realizzazione di unità militari, riscuotendo nel corso degli anni duemila un crescente interesse da parte di molte marine militari grazie ai vantaggi che tale principio può offrire:
Vantaggi
- Riduzione dei costi.
- Riduzione dei tempi di costruzione.
- Riduzione dei costi e dei tempi in caso di manutenzione.
- Maggiore semplicità in caso di aggiornamenti o modifiche.
- Elevata flessibilità in termini operativi.
- Ampia scelta di dimensioni dello scafo

Svantaggi
- maggiori esigenze in termini di spazio.
- maggiori esigenze in termini di peso.

Tali svantaggi possono essere superati grazie alle moderne tecniche di progettazione e costruzione.

## Progetto
Il progetto denominato Sigma (Ship Integrated Geometrical Modularity Approach) è in grado di offrire un'ampia gamma di unità con caratteristiche e dimensioni differenti in base alle esigenze del cliente.

Da una piattaforme di 50,4 metri di lunghezza e un dislocamento di 450 tonnellate (modello di partenza base), si può passare ad una piattaforme di 148 metri di lunghezza e un dislocamento di 5000 tonnellate, semplicemente aggiungendo dei moduli standard lunghe 7,2 metri, con una larghezze che va dai 9 ai 15 metri, così facendo è possibile ottenere una gamma di unità navali che va dai pattugliatori oceanici alle corvette, fino ad arrivare alle fregate.
A differenza della famiglia MEKO che lascia inalterata la piattaforma, dove quest'ultima viene usata semplicemente come ‘contenitore’ da riempire a seconda della necessità con dei moduli standardizzati, la Sigma invece sfrutta il principio opposto in quanto è la piattaforma stessa che subisce maggior trasformazioni. 

## Propulsione
Anche qui la Damen ha lasciato spazio a diverse opzioni: si possono avere da 2 a 4 diesel oppure da 4 a 6 diesel-generatori per una configurazione con motori elettrici o, in alternativa, turbine a gas. Ognuna di questi configurazione può essere associata ad una delle due opzioni, la prima è quella di 2 eliche a passo fisso o variabile, mentre la seconda opzione è quella di "water-jet" idrogetti.

## Le varie versioni della Sigma
| Classe         | Sigma 9113                   | Sigma 9813                   | Sigma 10513                  | Sigma 10514                        |
| -------------- | ---------------------------- | ---------------------------- | ---------------------------- | ---------------------------------- |
| Nazione        | TNI-AL                       | RMN                          | RMN                          | TNI-AL                             |
| Immagine       |                              |                              |                              |                                    |
| Tipo           | Corvetta                     | Fregata                      | Fregata                      | Fregata                            |
| N° Unità       | 4                            | 2                            | 1                            | 0/2                                |
| Dislocamento   | 1,692 tonnellate             | 2,075 tonnellate             | 2,335 tonnellate             | 2,365 tonnellate                   |
| Lunghezza (m)  | 90.01                        | 97.91                        | 105.11                       | 105.11                             |
| Larghezza (m)  | 13.02                        | 13.02                        | 13.02                        | 14.02                              |
| Immersione (m) | 3.60                         | 3.75                         | 3.75                         | 3.75                               |
| Propulsione    | CODOE                        | CODOE                        | CODOE                        | CODOE                              |
| Cannone        | 76/62 Super Rapido           | 76/62 Super Rapido           | 76/62 Super Rapido           | 76/62 Super Rapido                 |
| CIWS           | 2 x 20 mm (G12 Denel Vector) | 2 x 20 mm (G12 Denel Vector) | 2 x 20 mm (G12 Denel Vector) | 1 x 35 mm (rheinmetall millennium) |
| Missile ASuW   | Exocet MM40 Block 3          | Exocet MM40 Block 3          | Exocet MM40 Block 3          | Exocet MM40 Block 3                |
| Missile AAW    | MBDA Mistral                 | MICA VLS                     | MICA VLS                     | MBDA Aster-15                      |
| Siluro ASW     |                              | MU 90                        | MU 90                        |                                    |

Nota: CODOE (Combined Diesel or electric - Combinato diesel o elettrico)

## Utilizzatori
- Al-Quwwat al-Bahriyya al-Malikiyya al-Maghribiyya
  - Sigma 9813 Fregata (2 unità)
  - Sigma 10513 Fregata (1 unità)
- Tentara Nasional Indonesia Angkatan Laut
  - Sigma 9113 Corvetta (4 unita)
  - Sigma 10514 Fregata (0 unità - 2 in costruzione)

## Galleria d'immagini

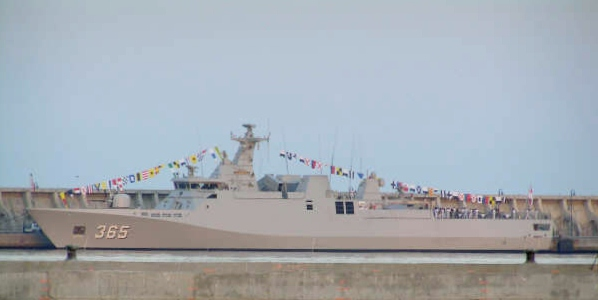
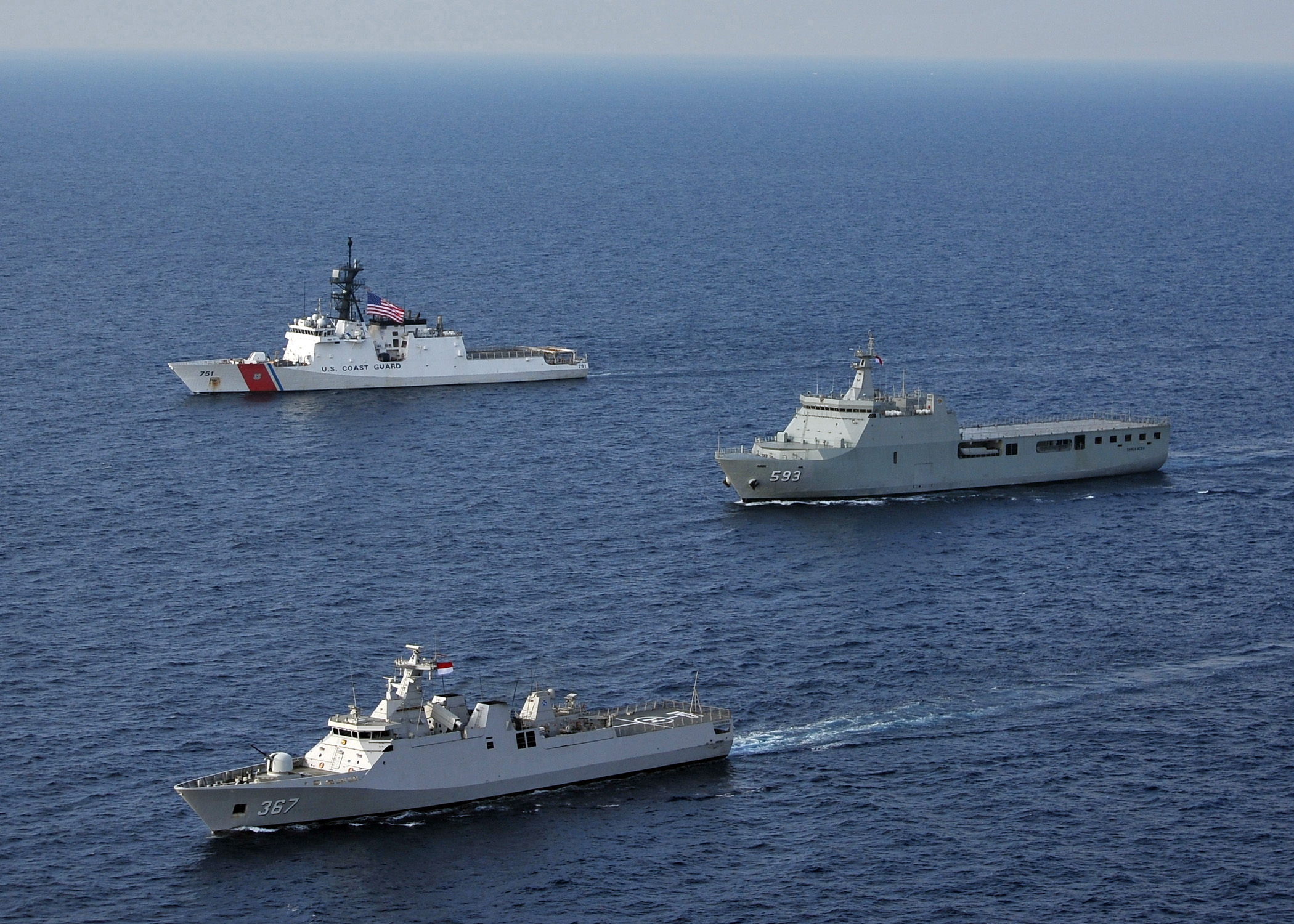
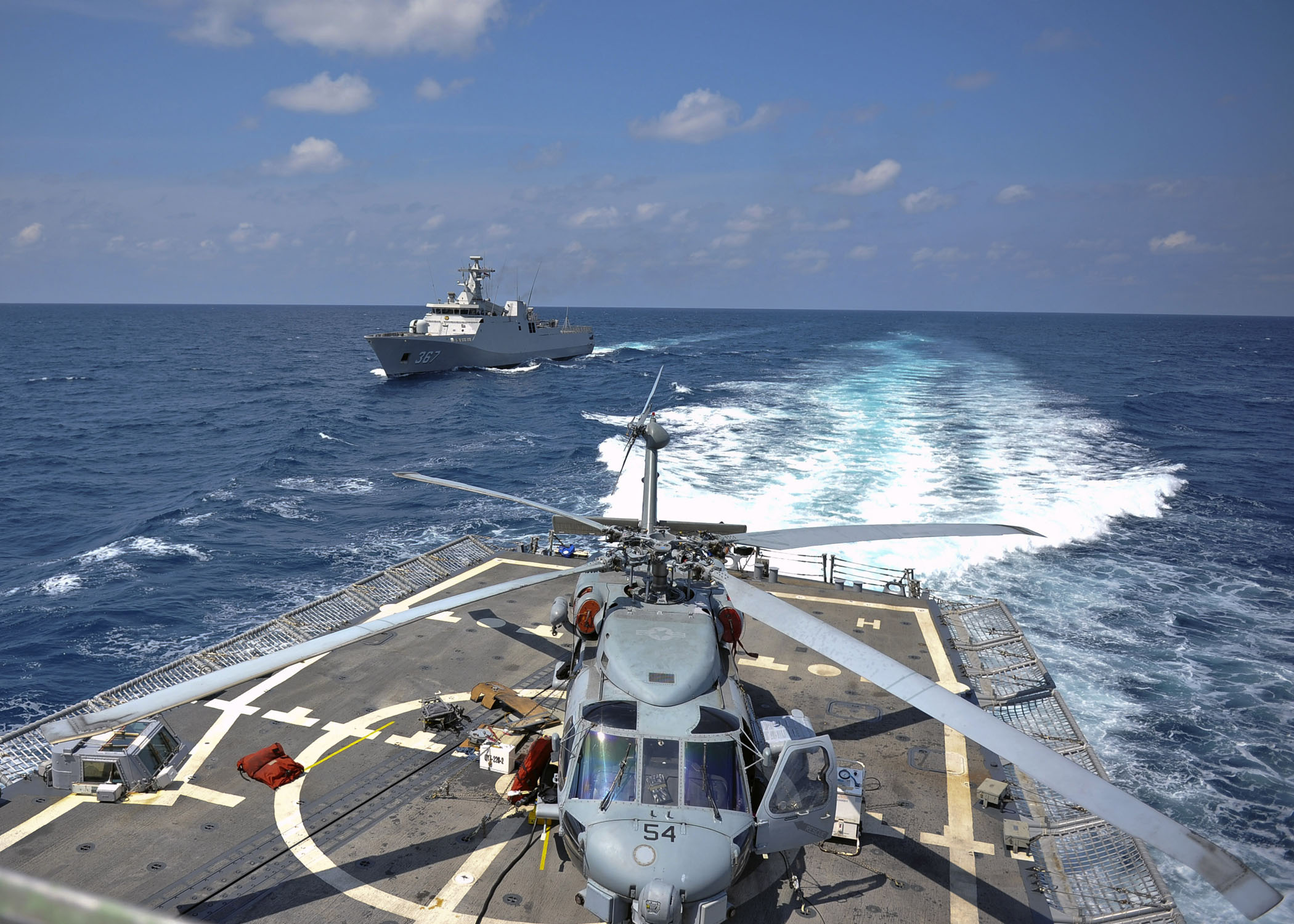
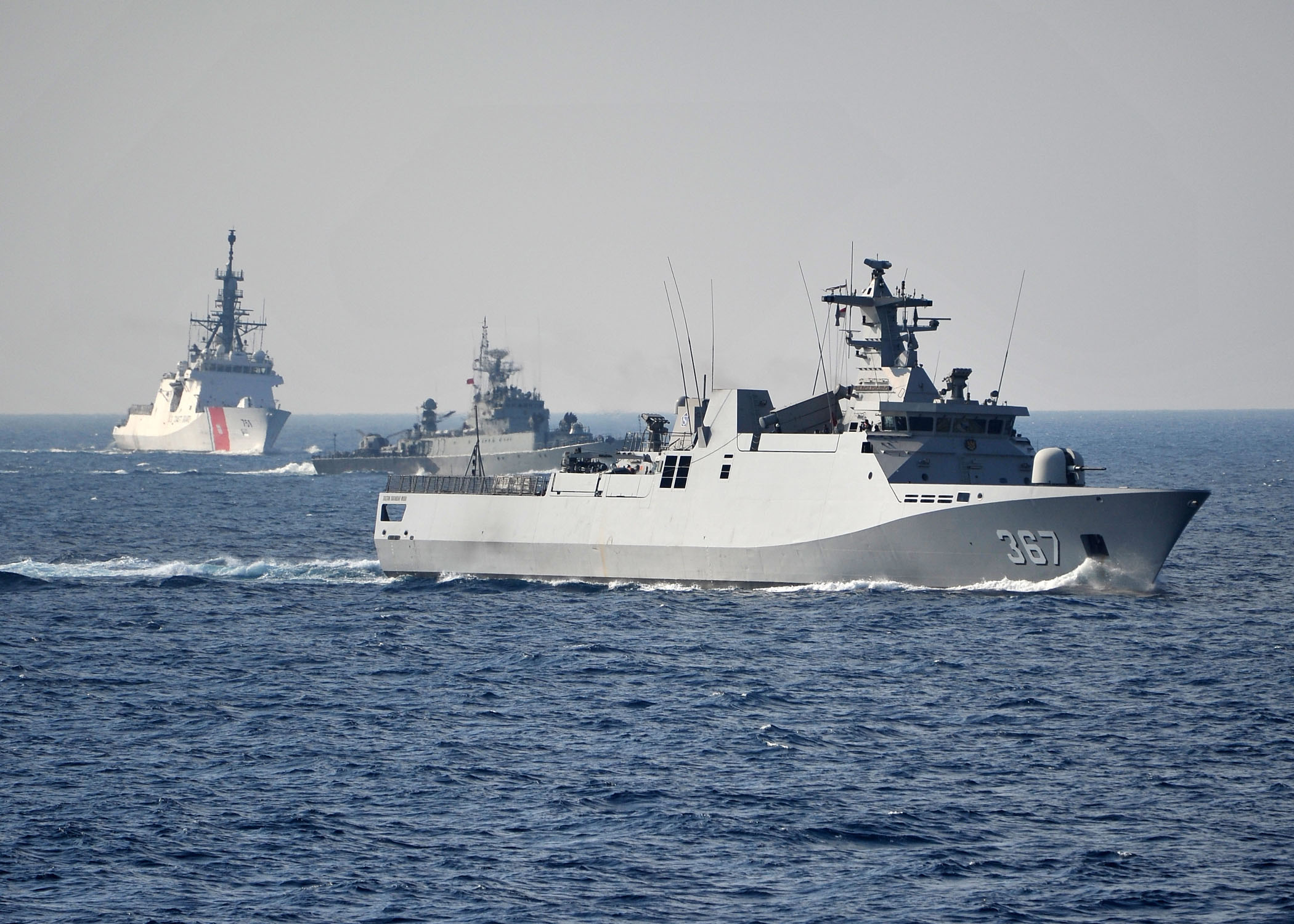